# Quentin L. Kopp
Quentin Lewis Kopp (Syracuse, Estat de Nova York, 1928) és un jutge i polític de Califòrnia. Va servir al San Francisco Board of Supervisors (òrgan legislatiu de la ciutat i cantó de San Francisco) i el Senat de l'Estat de Califòrnia.
Kopp es va llicenciar en dret a la Harvard Law School. El 1971 va ser elegit per la San Francisco Board of Supervisors, on hi va servir fins al 1986.
El 1986, Kopp va entrar a formar part del Senat de Califòrnia com independent, amb el suport dels Republicans. El 1990 fou reelegit.
El 1999 va passar a ser jutge del Comtat de San Mateo, on va servir fins que es va retirar el 2004.